# Vierzackmoose
Die Vierzackmoose (Tetraplodon) sind eine Gattung von Laubmoosen aus der Familie Splachnaceae.

## Name
Der Gattungsname ist abgeleitet aus tetraplous „vierfach“, odous, odontos „Zahn“ und verweist auf die zu viert genäherten Zähne des Peristoms.

## Merkmale
Die Moose haben eiförmige bis lanzettliche, zugespitzte, ganzrandige oder gesägte Blätter mit dünnwandigem Zellnetz.
Die Seta ist meist verlängert und ziemlich dick, die Apophyse (Kapselhals) ist gut entwickelt, aber nicht aufgeblasen, etwa so breit und ähnlich gefärbt wie die Theka (Urne, Teil der Sporenkapsel, der die Sporen enthält). Die 16 Peristomzähne sind anfangs zu vier Doppelpaarzähnen verbunden, später zu acht Paaren gruppiert. Die Kolumella (zentrale Säule in der Sporenkapsel) überragt nach dem Ablösen des Deckels die Kapselmündung nicht.

## Standortansprüche und Verbreitung
Die Arten siedeln auf Tierleichen, Gewöllen und Dung. Sie sind vor allem auf der Nordhalbkugel verbreitet, weiters in Südamerika, im tropischen Afrika und auf Neuguinea.

## Arten
Weltweit gibt es 9 Arten, davon sind drei in Deutschland, Österreich und der Schweiz vertreten:
- Tetraplodon angustatus, Schmalfrüchtiges Vierzackmoos
- Tetraplodon mnioides, Sternmoosartiges Vierzackmoos
- Tetraplodon urceolatus, Krug-Vierzackmoos

Weitere von den insgesamt 6 europäischen Arten sind:
- Tetraplodon blyttii
- Tetraplodon pallidus
- Tetraplodon paradoxus